# Trinomys mirapitanga
Trinomys mirapitanga là một loài động vật có vú trong họ Echimyidae, bộ Gặm nhấm. Loài này được Lara, Patton, & Hingst-Zaher mô tả năm 2002.

## Hình ảnh

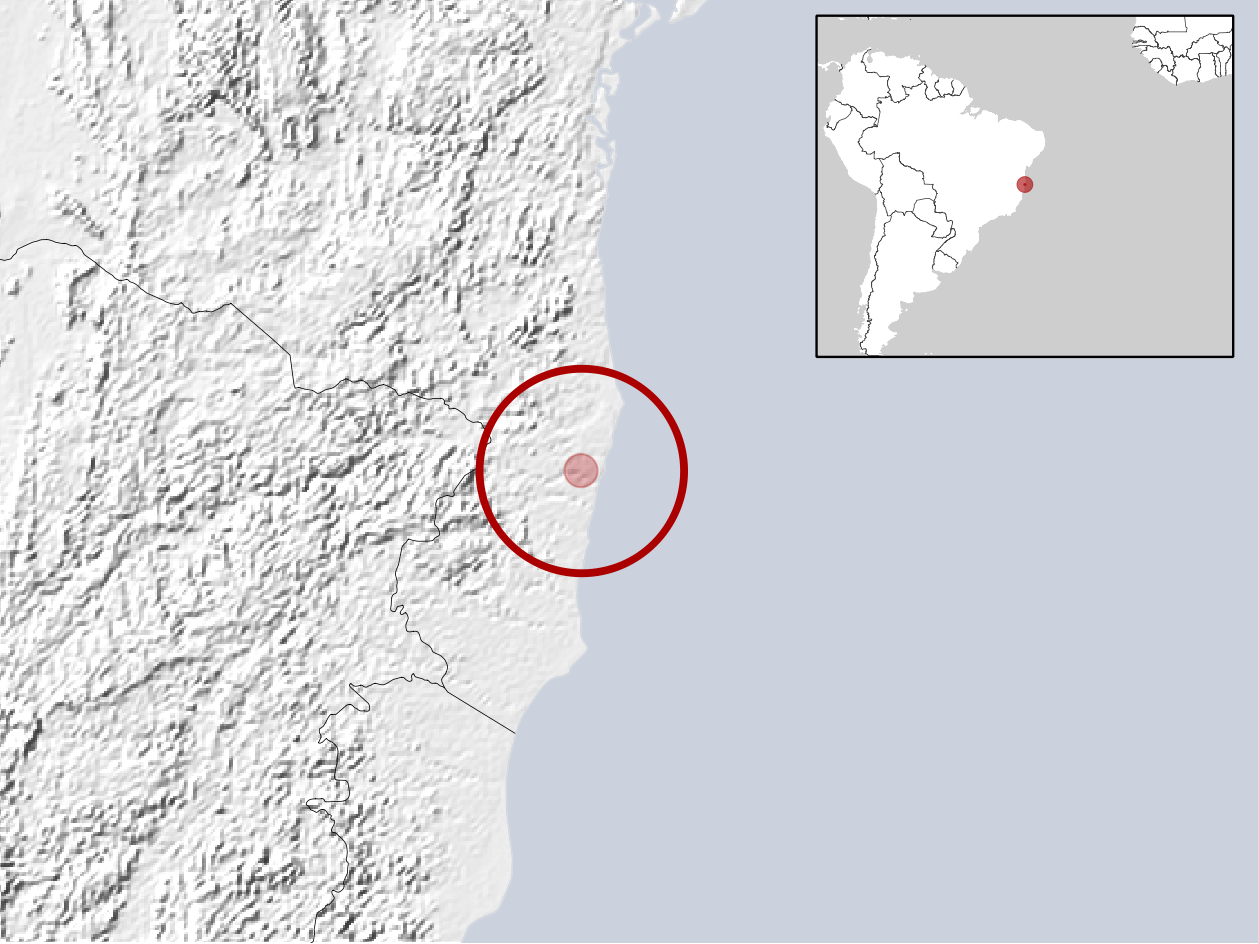